# When You Think of Me
When You Think of Me is een nummer van de Nederlandse zanger Boris uit 2004. Het is de eerste single van zijn debuutalbum Rely on Me.
Het nummer is een cover van "When You Think of Me" van de Amerikaanse countryzanger Mark Wills. "When You Think of Me" was de eerste single van Boris nadat hij in 2004 de finale van Idols 2 won. Alle drie de finalisten van het programma hadden een versie van het nummer opgenomen, maar Boris zijn versie ging er met de winst vandoor. Het nummer werd al platina voordat hij in de winkels lag. Het stond 3 weken op nummer 1 in de Nederlandse Top 40 en ging 80.000 keer over de toonbank. In Vlaanderen bereikte het nummer de 5e positie in de Tipparade.